# Ege
Ege (en griego, Αιγή) fue una antigua ciudad griega, situada en la península de Palene, la más occidental de las tres penínsulas de Calcídica, en Tracia. El gentilicio es egantios.
Es citada por Heródoto como una de las ciudades de la península de Palene donde Jerjes reclutó tropas y naves en su expedición del año 480 a. C. contra Grecia.
Probablemente fue una de las ciudades que envió tropas en auxilio de Potidea cuando esta ciudad fue sitiada por el ejército aqueménida bajo el mando de Artabazo en 479 a. C.
Posteriormente la ciudad perteneció a la liga de Delos puesto que es mencionada en listas de tributos a Atenas desde 454/3 hasta 415/4 a. C.
Fue mencionada también como polis por Esteban de Bizancio.